# Кубинская совка
Кубинская совка (лат. Margarobyas lawrencii) — вид птиц семейства совиные. Образуют монотипический род Margarobyas. Эндемик Кубы.
Обитает в тропических, субтропических, переменно-влажных лесах, саваннах.
В 1988—2012 годах входила в список видов, занесённых в Красную книгу, в разряд вызывающих наименьшие опасения.

## Описание

### Внешний вид
Кубинская совка — это хищная птица, по сравнению со многими других совами некрупная. Масса тела составляет 84—111 г, длина — 20—23 см. Голова птицы относительно большая, удлинённых перьев на макушке нет, глаза — тёмно-карие. Верхняя часть туловища тёмная, коричневого цвета, нижняя — светлая, кремовая. От клюва над глазами проходят светлые полосы, напоминающие брови. Молодые особи имеют такой же цвет оперения, как и взрослые, но белых пятен меньше. 

### Голос
Песню самца на русский можно передать как ку-ку-ку-кукукук.

### Подвиды
Согласно данным Международного союза орнитологов (IOC), вид является монотипическим. Но некоторые эксперты выделяют 2 подвида кубинской совки:  
- M. l. exsul (Bangs, 1913) — западные популяции, обитающие в западной части острова Куба и на Хувенту́де,
- M. l. lawrencii (P. L. Sclater & Salvin, 1868) — восточные популяции[3].

## Размножение
Кубинские совки строят гнёзда в дуплах или реже в расщелинах скал. Кладка состоит из 2 яиц. Сезон размножения проходит с января по июнь.

## Питание
Основу рациона питания составляют крупные насекомые. Также кубинские совки ловят лягушек, змей и иногда мелких птиц.

## Распространение
Кубинские совки являются эндемиками Кубы. Обитают на острове Куба и острове Хувенту́д. Ведут оседлый образ жизни. Селятся в сухих, равнинных влажных лесах. Особенно предпочитает насаждения из пальм. 